# Kunie Tanaka
Kunie Tanaka (田中邦衛 Tanaka Kunie?, n. 23 noiembrie 1932, Toki, Prefectura Gifu, Japonia – d. 24 martie 2021, Yokohama, Japonia) este un actor japonez, care a devenit popular pentru rolurile secundare interpretate în filme.

## Biografie
A avut primul său rol notabil în 1960 când a interpretat un asasin în filmul The Bad Sleep Well al lui Akira Kurosawa și a mai colaborat cu acest cineast la Sanjuro (1962), unde l-a interpretat pe cel mai amețit dintre tinerii samurai. Mersul său împiedicat și privirea încețoșată l-au făcut să primească numeroase roluri secundare în filmele produse de compania Toho. Spre sfârșitul anilor 1960 regizori precum Masaki Kobayashi, Hiroshi Teshigahara și Hideo Gosha i-au oferit roluri mai serioase. Tanaka a jucat în filmul Kwaidan (1964) al lui Masaki Kobayashi, iar apoi, în 1970, a primit rolul bețivului Kawaguchi din filmul Dodes'ka-den (1970) al lui Kurosawa.. A ajuns bine cunoscut pentru rolurile sale din seria de filme cu yakuza Battles Without Honor and Humanity, în regia lui Kinji Fukasaku.
Kunie Tanaka a apărut în peste 220 de filme între 1957 și 2010. El a fost nominalizat la cinci premii al Academiei Japoneze de film, câștigând premiul pentru cel mai bun actor în rol secundar pentru interpretarea din filmul Gakko în 1993. A apărut în rolul afemeiatului Shinjiro Ishiyama, poreclit Aodaishō, antagonistul eroului principal, interpretat de Yūzō Kayama, în toate filmele din seria Wakadaishō. Personajul Kizaru din seria manga One Piece a lui Eiichiro Oda este modelat după Tanaka.

## Filmografie selectivă

### Anii 1950
- 1957: Histoire d'un amour pur (純愛物語 Jun'ai monogatari?), regizat de Tadashi Imai
- 1959: La Condition de l'homme: Le Chemin de l'éternité (人間の條件 Ningen no jōken?), regizat de Masaki Kobayashi - Obara Nitōhei

### Anii 1960
- 1960: L’Enterrement du soleil (太陽の墓場 Taiyo no hakaba?), regizat de Nagisa Ōshima - hoț
- 1960: Les salauds dorment en paix (悪い奴ほどよく眠る Warui yatsu Hodo yoku nemuru?), regizat de Akira Kurosawa - ucigașul profesionist
- 1961: Nasake muyo no wana (情無用の罠?), regizat de Jun Fukuda
- 1961: Wakai ōkami (若い狼?), regizat de Hideo Onchi - Kōji Sakurai
- 1961: Wakarete ikiru toki mo (別れて生きるときも?), regizat de Hiromichi Horikawa
- 1961: Kaoyaku akatsukini shisu (顔役暁に死す?), regizat de Kihachi Okamoto
- 1961: Daigaku no wakadaishō (大学の若大将?), regizat de Toshio Sugie
- 1962: Sanjuro (椿三十郎 Tsubaki Sanjūrō?), regizat de Akira Kurosawa - un samurai[8]
- 1962: Ginza no wakadaishō (銀座の若大将?), regizat de Toshio Sugie
- 1962: Dobunezumi sakusen (どぶ鼠作戦?), regizat de Kihachi Okamoto
- 1962: Le Traquenard (おとし穴 Otoshiana?), regizat de Hiroshi Teshigahara - bărbatul în costum alb
- 1962: Nihon ichi no wakadaishō (日本一の若大将?), regizat de Jun Fukuda
- 1963: Nippon jitsuwa jidai (にっぽん実話時代?), regizat de Jun Fukuda
- 1963: Hawai no wakadaishō (ハワイの若大将?), regizat de Jun Fukuda
- 1963: Okashina yatsu (おかしな奴?), regizat de Tadashi Sawashima
- 1963: Chroniques guerrières du clan Sanada (真田風雲録 Sanada fūunroku?), regizat de Tai Katō
- 1964: Kwaïdan (怪談 Kaidan?), regizat de Masaki Kobayashi - Yasaku
- 1965: Abashiri Prison (網走番外地 Abashiri bangaichi?), regizat de Teruo Ishii
- 1965: Zoku Abashiri bangaichi (続網走番外地?), regizat de Teruo Ishii
- 1965: Le Sabre de la bête (獣の剣 Kedamono no ken?), regizat de Hideo Gosha - Tanji
- 1965: Abashiri bangaichi: Bokyohen (網走番外地 望郷篇?), regizat de Teruo Ishii
- 1966: Le Sang du damné (五匹の紳士 Gohiki no shinshi?), regizat de Hideo Gosha
- 1966: Le Silence sans ailes (とべない沈黙 Tobenai chinmoku?), regizat de Kazuo Kuroki
- 1966: Le Sabre du mal (大菩薩峠 Daibosatsu tōge?), regizat de Kihachi Okamoto - Senkichi[9]
- 1966: Le Visage d'un autre (他人の顔 Tanin no kao?), regizat de Hiroshi Teshigahara - un pacient de la azil
- 1966: La Légende de Zatoïchi : Le Pèlerinage Zatoichi (座頭市海を渡る Zatōichi umi o wataru?), regizat de Kazuo Ikehiro - palavragiul
- 1966: Le Lac des larmes (湖の琴 Mizuumi no koto?), regizat de Tomotaka Tasaka - Kenkichi Ohara
- 1967: Poésie lyrique de la Chikuma (千曲川絶唱 Chikumagawa zesshō?), regizat de Shirō Toyoda
- 1967: Wakamono tachi (若者たち?), regizat de Tokihisa Morikawa - Taro
- 1968: La Bombe humaine (肉弾 Nikudan?), regizat de Kihachi Okamoto
- 1968: Hakuchū dōdō (白昼堂々?), regizat de Yoshitarō Nomura
- 1968: La Fête de Gion (祇園祭 Gion matsuri?), regizat de Tetsuya Yamanouchi - Gonji[10]
- 1968: Kamisama no koibito (神様の恋人?), regizat de Yoshitarō Nomura
- 1968: Femme et soupe de miso (女と味噌汁 Onna to misoshiru?), regizat de Heinosuke Gosho
- 1969: Furesshuman wakadaishō (フレッシュマン若大将?), regizat de Jun Fukuda
- 1969: Goyokin, l'or du shogun (御用金 Goyōkin?), regizat de Hideo Gosha - Hirosuke
- 1969: Nyu jirando no wakadaishō (ニュージーランドの若大将?), regizat de Jun Fukuda - Shinjirō Ishiyama
- 1969: Puni par le ciel (人斬り Hitokiri?), regizat de Hideo Gosha - gardian
- 1969: Dai Nippon suri washǖdan (大日本スリ集団?), regizat de Jun Fukuda - Kanegai

### Anii 1970
- 1970: Fuji sanchō (富士山頂?), regizat de Tetsutarō Murano
- 1970: La Légende de Zatoïchi : Le Shogun de l'ombre (座頭市あばれ火祭り Zatōichi abare-himatsuri?), regizat de Kenji Misumi - vizitiul
- 1970: Dodes'ka-den (どですかでん Dodesukaden?), regizat de Akira Kurosawa - bețivul Hatsutaro Kawaguchi (îmbrăcat în roșu)[11]
- 1970: Kigeki sore ga otoko no ikiru michi (喜劇ソレが男の生きる道?), regizat de Jun Fukuda
- 1971: Konto Gojugo-go to Miko no zettai zetsumei (コント５５号とミーコの絶体絶命?), regizat de Yoshitarō Nomura - Saburo
- 1971: La Bataille d'Okinawa (激動の昭和史 沖縄決戦 Gekido no showashi: Okinawa kessen?), regizat de Kihachi Okamoto
- 1971: Les Loups (出所祝い Shussho Iwai?), regizat de Hideo Gosha - Matsuzo Tsumura
- 1971: Shin Abashiri bangaichi: Fubuki no dai-dassou (新網走番外地 吹雪の大脱走?), regizat de Yasuo Furuhata
- 1972: Summer Soldiers ((サマー・ソルジャー Samā sorujā?), regizat de Hiroshi Teshigahara - Fujimura
- 1972: Shin Abashiri bangaichi: Arashi yobu danpu jingi (新網走番外地 嵐呼ぶダンプ仁義?), regizat de Yasuo Furuhata
- 1972: Okita le pourfendeur : Les Trois frères chiens fous (人斬り与太 狂犬三兄弟 Hito-kiri Yota: Kyoken San-kyodai?), regizat de Kinji Fukasaku
- 1972: Et tous ces camarades sans voix (あゝ声なき友 Aa koe naki tomo?), regizat de Tadashi Imai - Boku
- 1973: Combat sans code d'honneur (仁義なき戦い Jingi naki tatakai?), regizat de Kinji Fukasaku - Makihara Masakichi
- 1973: Nippon sanjūshi: Hakata obi shime ippon dokko no maki (にっぽん三銃士 博多帯しめ一本どっこの巻?), regizat de Kihachi Okamoto
- 1973: Combat sans code d'honneur 2 : Qui sera le boss à Hiroshima (仁義なき戦い 広島死闘篇 Jingi naki tatakai: Hiroshima shitō hen?), regizat de Kinji Fukasaku - Makihara Masakichi
- 1973: Combat sans code d'honneur 3 : Guerre par procuration (仁義なき戦い 代理戦争 Jingi naki tatakai: Dairi senso?), regizat de Kinji Fukasaku - Makihara Masakichi
- 1973: Gendai Ninkyo-shi (現代任侠史?), regizat de Teruo Ishii - Zen san
- 1974: Combat sans code d'honneur 4 : Opération au sommet (仁義なき戦い 頂上作戦 Jingi naki tatakai: Chōjō sakusen?), regizat de Kinji Fukasaku - Makihara Masakichi
- 1974: Combat sans code d'honneur 5 : La Partie finale (仁義なき戦い 完結篇 Jingi naki tatakai: Kanketsu-hen?), regizat de Kinji Fukasaku - Makihara Masakichi
- 1974: Nouveau combat sans code d'honneur (新仁義なき戦い Shin jingi naki tatakai?), regizat de Kinji Fukasaku - Gen Sakagami
- 1974: Bloodsucking Rose (血を吸う薔薇 Chi o suu bara?), regizat de Michio Yamamoto - dr. Shimomura
- 1974: San-daime shumei (三代目襲名?), regizat de Shigehiro Ozawa
- 1975: Le Cimetière de la morale (仁義の墓場 Jingi no hakaba?), regizat de Kinji Fukasaku - Katsuji Ozaki
- 1975: Daidatsugoku (大脱獄?), regizat de Teruo Ishii - Goda
- 1975: Super Express 109 (新幹線大爆破 Shinkansen Daibakuha?), regizat de Jun'ya Satō - fratele lui Koga
- 1975: Kobe kokusai gang (神戸国際ギャング?), regizat de Noboru Tanaka - Teruo Maruyama
- 1976: Urmărire periculoasă (君よ噴怒の河を渉れ Kimi yo funnu no kawa wo watare?), regizat de Jun'ya Satō - Yokomichi Keiji
- 1976: Kinkin no lumpen taisho (キンキンのルンペン大将?), regizat de Teruo Ishii - Tetsugoro Komai
- 1977: Kisetsufū (季節風?), regizat de Kōichi Saitō - Kantoku
- 1977: Yatsuhaka-mura (八つ墓村?), regizat de Yoshitarō Nomura - Ochimusha
- 1977: Sugata Sanshiro (姿三四郎?), regizat de Kihachi Okamoto
- 1978: Fleurs d'hiver (冬の華 Fuyu no hana?), regizat de Yasuo Furuhata - Kokichi Minami
- 1978: Bandit contre samouraï (雲霧仁左衛門 Kumokiri Nizaemon?), regizat de Hideo Gosha - Rikichi Komadera
- 1978: Yasei no shōmei (野性の証明?), regizat de Jun'ya Satō - barman
- 1978: L'Été du démon (鬼畜 Kichiku?), regizat de Yoshitarō Nomura - polițist
- 1978: Dainamaito don don (ダイナマイトどんどん?), regizat de Kihachi Okamoto - Sakuzo
- 1978: Burū Kurisumasu (ブルークリスマス?), regizat de Kihachi Okamoto
- 1979: Nichiren (日蓮?), regizat de Noboru Nakamura - Gyodo / Kyonin
- 1979: L'Enfer (地獄 Jigoku?), regizat de Tatsumi Kumashiro - Unpei Ikegata
- 1979: Eireitachi no oenka: saigo no sōkeisen (英霊たちの応援歌?), regizat de Kihachi Okamoto
- 1979: Kanpaku sengen (関白宣言?), regizat de Shūe Matsubayashi - Okazaki

### Anii 1980
- 1980: Dōran (動乱?), regizat de Shirō Moritani - Komatsu
- 1981: Eki Station (駅 STATION?), regizat de Yasuo Furuhata - Sugawara
- 1981: Chikagoro naze ka Charusuton (近頃なぜかチャールストン?), regizat de Kihachi Okamoto
- 1983: Nogare no machi (逃がれの街?), regizat de Eiichi Kudō - Nakayama
- 1983: La Taverne Chōji (居酒屋兆治 Izakaya Chōji?), regizat de Yasuo Furuhata - Yoshiharu Iwashita
- 1985: Yasha (夜叉?), regizat de Yasuo Furuhata - Keita[12]
- 1985: Sōshun Monogatari (早春物語?), regizat de Shin'ichirō Sawai - Okino, tatăl lui Hitomi
- 1986: Uhohho tankentai (ウホッホ探検隊?), regizat de Kichitarō Negishi
- 1988: Yojo no jidai (妖女の時代?), regizat de Shun'ichi Nagasaki

### Anii 1990
- 1990: Tasumania monogatari (タスマニア物語?), regizat de Yasuo Furuhata - Eiji Kawano
- 1990: Rōnin-gai (浪人街?), regizat de Kazuo Kuroki - Mangozaemon Doi
- 1991: Kamigata Kugaizoshi (上方苦界草紙?), regizat de Tetsutarō Murano
- 1991: Oishii Kekkon (おいしい結婚?), regizat de Yoshimitsu Morita
- 1991: Musuko (息子?), regizat de Yōji Yamada
- 1992: La Mousse lumineuse (ひかりごけ Hikarigoke?), regizat de Kei Kumai
- 1993: Kozure Ōkami: Sono chiisaki te ni (子連れ狼 その小さき手に?), regizat de Akira Inoue - călugăr budist
- 1993: Niji no hashi (虹の橋?), regizat de Zenzō Matsuyama
- 1993: L'École (学校 Gakko?), regizat de Yōji Yamada
- 1995: Otoko wa tsurai yo: Torajiro kurenai no hana (男はつらいよ 寅次郎 紅の花?), regizat de Yōji Yamada
- 1996: Niji o tsukamu otoko (虹をつかむ男?), regizat de Yōji Yamada - Tsune-san
- 1998: Tenamonya shōsha (てなもんや商社?), regizat de Katsuhide Motoki
- 1998: Gakko III (学校ＩＩＩ?), regizat de Yōji Yamada

### Anii 2000
- 2000: Kawa no nagare no you ni (川の流れのように?), regizat de Yasushi Akimoto - Matsuda
- 2001: Minna no ie (みんなのいえ?), regizat de Kōki Mitani
- 2002: Yomigaeri (黄泉がえり?), regizat de Akihiko Shiota - dr. Saito
- 2004: La Servante et le Samouraï (隠し剣 鬼の爪 Kakushi ken oni no tsume?), regizat de Yōji Yamada
- 2010: Saigo no Chūshingura (最後の忠臣蔵?), regizat de Shigemichi Sugita

## Premii și distincții
- 1967: Premiul Mainichi pentru cel mai bun actor pentru interpretarea sa din Wakamono Tachi[13][14]
- 1974: Premiul Kinokuniya
- 1984: Premiul Panglica Albastră pentru cel mai bun actor în rol secundar pentru interpretările sale din Nogare no machi și Izakaya chōji
- 1986: Premiul Panglica Albastră pentru cel mai bun actor pentru interpretarea sa din Uhoho Tankentai[15]
- 1994: Premiul Academiei Japoneze de Film pentru cel mai bun actor din rol secundar pentru interpretările sale în L’École, Kozure Ōkami: Sono chīsaki te ni și Niji no hashi
- 1999: Medalia de Onoare cu panglică violetă
- 2006: Ordinul Soarelui Răsare, cl. a IV-a, raze aurii cu rozetă

## Legături externe
- Kunie Tanaka la Internet Movie Database